# Баг-э-Бехадоран
Баг-э-Бехадора́н (перс. باغ بهادران‎) — небольшой город в центральном Иране, в провинции Исфахан. Входит в состав шахрестана Ленджан. По данным переписи, на 2006 год население составляло 8 808 человек.

## География
Город находится в юго-западной части Исфахана, в гористой местности центрального Загроса, на правом берегу реки Заянде. Абсолютная высота — 1764 метра над уровнем моря.
Баг-э-Бехадоран расположен на расстоянии приблизительно 46 километров к юго-западу от Исфахана, административного центра провинции и на расстоянии 360 километров к югу от Тегерана, столицы страны. Ближайший аэропорт расположен в городе Зерриншехр.

## Экономика
Основу экономики города составляет сельскохозяйственное производство.